# Château de Loki
Le château de Loki (Lokes slott en norvégien bokmål) est un champ de cinq sources hydrothermales actives dans l'océan Atlantique.
Le château de Loki se trouve au niveau du 73e parallèle nord sur la dorsale de Gakkel, dorsale médio-atlantique entre le Groenland et la Norvège à une profondeur de 2 352 m. Les sources ont été découvertes à mi-juillet 2008 et sont les fumeurs noirs les plus septentrionaux connus en 2015. Le site est nommé d'après le dieu norvégien de la discorde Loki.

### Crédit d'auteurs
- (en) Cet article est partiellement ou en totalité issu de l’article de Wikipédia en anglais intitulé « Loki's Castle » (voir la liste des auteurs).